# جوزيف سيراس برادفيلد
جوزيف سيراس برادفيلد (بالإنجليزية: Joseph Cyrus Bradfield)‏ هو طبيب أمريكي، ولد في 19 فبراير 1889 في ماونت فرنون في الولايات المتحدة، وتوفي في 11 أبريل 1936 في ليما في بيرو.